# Luis Armando Roche
Luis Armando Roche (Caracas, Venezuela, 21 de noviembre de 1938 - Caracas, 1 de octubre de 2021) fue un cineasta, guionista y director de teatro y ópera venezolano. En 1999 fue reconocido con el Premio Nacional de Cine de Venezuela.

## Biografía

### Primeros años
Luis Armando Roche (n. 21 de noviembre de 1938) es cineasta, guionista y director de teatro y ópera. Hijo de Luis Roche (1888-1965) urbanista y fotógrafo amateur, creador de la Plaza Altamira (Caracas), y de Beatrice Dugand de Roche (n. 1898). Ambas familias de descendientes franceses (Roche y Dugand), italianos (Gnecco por parte de la madre) e irlandeses. Los Roche, irlandeses, emigraron a Francia después de la Batalla de Limerick.
Roche cursó la escuela primaria en Caracas, en los colegios: La Salle de la Colina, y en el IEA (Institutos Educacionales Asociados). En 1945 fue internado en el Colegio San José de Mérida, donde estudió por 3 años.
A partir del 1947, su padre fue nombrado Embajador de Venezuela en la República Argentina. Allí estudió en el Colegio Francés de Buenos Aires.
En 1949, Roche fue inscrito en el Nyack Junior School, escuela primaria cerca de Nueva York. Tras dos años se inscribió en The Choate School, escuela preparatoria para la universidad, localizada en Wallingford (Connecticut), Estados Unidos. De esa institución egresó de bachiller en 1957 y posteriormente estudió un año en la Universidad de Tulaneen Nueva Orleans. En 1959, regresó a Caracas.

## Trabajo cinematográfico
Luis Armando Roche se casó en primeras nupcias en 1961 con Marion Cisneros, con quien tuvo 4 hijos: Beatriz, Nadine, Alonso y Álvaro. Ese mismo año la pareja decide viajar a Europa y Roche inicia sus estudios de cine. En 1962, fue aceptado en el Instituto de Altos Estudios Cinematográficos (IDHEC) de París, donde estudió por 2 años, graduándose de Director-Productor. Durante esa época realizó sus primeros trabajos en cine: Genevilliers, puerto de París (1963), un documental sobre el puerto de París."Voyons dit ´aveugle à sa femme sourde, "Foncotú"(1963),Therese Desquiroux(1964), Raymond Isidore y su casa  (1965) un documental sobre un constructor “naif” del pueblo de Chartres, en Francia, quien construyó su casa con diversas piezas que encontraba, tales como botellas, tapas, vidrios, etc. Durante su segundo año en el IDHEC realizó el corto de ficción Vamos a ver dijo un ciego a su esposa sorda (1964).
De allí, Roche continuó sus estudios de cine en la Universidad de California, sede Los Ángeles y en la Universidad del Sur de California.
En 1965, su padre, Luis Roche murió en Montreux (Suiza) y Roche decidió volver a Caracas.

### Cortos y mediometrajes
Al llegar a la capital de Venezuela trabajó en la agencia de publicidad ARS. Fue asistente de Alejo Carpentier,  y de Bob Ferber, jefe del departamento de Relaciones Públicas. También la reconocida cineasta venezolana Margot Benacerraf lo nombró director del Departamento Audiovisual, Cine, Teatro y Televisión del Instituto Nacional de Cultura (INCIBA). Durante esos años participó como miembro fundador de la Fundación Cinemateca Nacional de Venezuela. Igualmente, escribió y realizó, con el INCIBA, los guiones y los cortometrajes: La fiesta de la Virgen de la Candelaria (1966) y Los Diablos de San Miguel (1967). En forma independiente, escribió y co-realizó, con Jean-Jacques Bichier, el corto Víctor Millán (1967). En París, escribió y realizó un mediometraje titulado: Carlos Cruz Diez 1923-1971, en el camino del color (1971), a este trabajo le siguió  Ignacio “indio” Figueredo (1972), un corto sobre el gran arpista llanero. Mérida no es un pueblo (1972), un corto experimental. Igualmente, escribió el guion y realizó el mediometraje Como Islas en el Tiempo (1975), sobre la expedición dirigida por Charles Brewer-Carías a los tepuyes Sarisariñama y Jaua, situados en el Estado Amazonas (Venezuela). Igualmente produjo, escribió y dirigió Virtuosos (1999), sobre los grandes músicos populares venezolanos del siglo XX. También fue coguionista con Diana Abreu del corto Bach en Zaraza (2001), un sueño musical de un imaginario viaje de Johann Sebastian Bach a Venezuela.

### Largometrajes
Fue coguionista con Fabrice Hélion y director del largometraje El cine soy yo (1976). En este film hizo su primer papel de actor. La película se presentó en varios festivales internacionales, entre los que destacan el Festival de Cannes (Un Certain Regard), el de Moscú y el Festival de Cine de San Sebastián.
Continuó como director con el thriller El Secreto (1988) donde actuó por segunda vez en una de sus películas.
Unos años después dirige Aire Libre (1996), donde fue coguionista junto a Jacques Espagne. En este film interpretó el personaje de Siefert. Esta obra fue basada en la experiencia científica del viaje a las tierras equinocciales de los exploradores Alexander von Humboldt y Aimé Bonpland y fue premiado en múltiples festivales.
Siguió con Yotama Se Va Volando (2003) donde actuó como director y coguionista con Carlos Brito y Jacques Espagne.
En 2011, escribió el guion y dirigió De Repente, la película (2011), una comedia satírica e improvisada. En este film además interpretó tres personajes y compuso varias de las piezas musicales. De Repente, la película se presentó en 2011 como parte de la selección oficial en el St. Louis International Film Festival, Estados Unidos.

## Filmografía
| Año  | Película                                                             | Cargo                                               |
| ---- | -------------------------------------------------------------------- | --------------------------------------------------- |
| 2015 | Wanda, una vida musical (cortometraje animado)                       | Director, coguionista con Abraham Abreu             |
| 2011 | Los Pacheco, una familia salsosa (cortometraje documental)           | Director, guionista,                                |
| 2011 | De repente, La película (largometraje ficción)                       | Director, guionista, actor, compositor              |
| 2011 | Mi hermano Marcel Roche (documental)                                 | Director, guionista                                 |
| 2003 | Ópera Cósmica (cortometraje)                                         | Director, guionista, adaptación                     |
| 2003 | Yotama se va volando (largometraje ficción)                          | Director, guionista                                 |
| 2001 | Bach en Zaraza (cortometraje)                                        | Director, guionista                                 |
| 1999 | Virtuosos (cortometraje)                                             | Director, guionista, fotografía, sonido             |
| 1996 | Aire libre (largometraje ficción)                                    | Director, coguionista, productor                    |
| 1988 | El secreto (largometraje ficción)                                    | Director                                            |
| 1976 | El cine soy yo (largometraje ficción)                                | Director, guionista                                 |
| 1975 | Como islas en el tiempo (cortometraje)                               | Director, guionista                                 |
| 1974 | Una singular posta científica (cortometraje)                         | Director, guionista                                 |
| 1972 | Mérida no es un pueblo (cortometraje)                                | Director, guionista, producción                     |
| 1972 | El indio Figueredo (cortometraje)                                    | Director, guionista                                 |
| 1971 | Carlos Cruz Diez, 1923-1971. En la búsqueda del color (cortometraje) | Director, guionista, sonido                         |
| 1969 | La bulla del diamante (cortometraje)                                 | Director, guionista, fotografía                     |
| 1968 | Los tambores de San Juan (cortometraje)                              | Director, guionista                                 |
| 1967 | Víctor Millán (cortometraje)                                         | Director, guionista, producción, fotografía, sonido |
| 1967 | Los locos de San Miguel (cortometraje)                               | Director, guionista, fotografía                     |
| 1966 | La fiesta de la virgen de La Candelaria (cortometraje)               | Director, guionista, fotografía y cámara            |
| 1965 | Raymond Isidore y su casa (cortometraje)                             | Director, guionista                                 |
| 1964 | Vamos a ver dijo un ciego a su esposa sorda (cortometraje)           | Director, guionista                                 |
| 1963 | Gennevilliers, puerto de París (cortometraje)                        | Director, guionista                                 |

## Teatro y óperas
Como director y adaptador musical Roche ha presentado varios trabajos, entre los que destacan La Controversia de Valladolid (1997) de Jean-Jacques Carrière y Díaz Florían. Este montaje contó con la participación del Teatro Itinerante de Venezuela. Fue traductor del francés al español y adaptó La Novicia y la Virtud (1998) de Jean-Louis Bauer. Adaptador y director de escena de Ordo Virtutum (2000) de Hildegard von Vingen, pieza con la participación de la Cantoría Alberto Grau. También tradujo del francés al español, adaptó y dirigió El Señor Coliflor Florido los invita a su casa (2006) de Jacques Offenbach.

### Publicaciones de Luis Armando Roche
“Aire Libre”  de Luis Armando Roche/Jacques Espagne – Guion del filme de largometraje del mismo nombre - Fundación del Nuevo Cine Latinoamericano 1996 – Capítulo Mérida
“Que boten mis cenizas al aire y se olviden de mi” Luis Buñuel Cineasta de Realidad y Sueños - Primera edición 2003 Comala – Segunda edición 2011 Createspace.com - Tercera edición 2019 KDP
“Asómate hacia adentro” - Toda memoria esconde un recuerdo (Entretelones de cine, teatro, ópera y vida…) - 2010 Createspace.com
"Papá Quizás ideas y memorias" - 2016 Createspace.com 
"Guion del largometraje "Yotama Se Va Volando" amazon 2015
- “QUE BOTEN MIS CENIZAS AL AIRE Y SE OLVIDEN DE MI” – LUIS BUÑUEL CINEASTA DE REALIDAD Y SUEÑOS - GUÍA PARA UN PROCESO DE DESCUBRIMIENTO DE LAS PELÍCULAS DE LUIS BUÑUEL” - 2012
- “WINKS” -  2015
- “SABROSONGO” –  2016
- “PAPA QUIZÁS” (1 Y 2) -   2016
- “5 X 8 CON UNA SEMI CORCHÉA AGREGADA” – 2017
- “ESPECTÁCULOS 1”   2017
- “SEÑORES PAYASOS” - UNA NOVELA 2017
“ESPECTÁCULOS 2”   2017
“YOYÓ J. CRUDELET, HIJO DE SAN AGUSTÍN Y COTIZA – UNA NOVELA” –  2017
“ZAPEROCONGO, GENTE ORDINARIA Y EXTRAORDINARIA UNA NOVELA” 2017
“ARMANDUCHA, Y LAS TRES NARANJACONGAS – UNA NOVELA” 2017
“MONTÓN” 2017
"Carolina La Mamamá Partera"
"Preparación de una Película"
"Caro Tostá"
"La Comadrona"
"Más Bien"

### Publicaciones y videos sobre Luis Armando Roche
“Luis Armando Roche, cine a través del espejo” de Ricardo Armas y Manuel Márquez – Primera edición, septiembre de 2004 y segunda edición Createspace 2011

### Honores y cargos honoríficos
- Presidente de la Comisión de Créditos del Instituto Autónomo de Cinematografía (CNAC) 1977
- Jurado para el Premio Nacional de Cinematografía del Concejo Nacional de la Cultura (CONAC) 1998
- Presidente de Honor del II Festival de Cine Franco-Hispano de Miami. 1998
- Junta directiva de la ANAC (Asociación de Autores Cinematográficos) 1998
- Premio Nacional del Cinematografía, Venezuela 1999
- Jurado Premio Escuela de Publicidad, Caracas 2003
- Jurado en el “Festival International du Film Pour les Jeunes et la Jeunesse”, Sousse, Túnez 2004
- Festival Internacional de Barquisimeto 2005 – En homenaje al cineasta -  Presidente del jurado de Cortometraje 2005
- Junta Directiva de CAVEPROL (Asociación de Productores de CINE) 2006
- Miembro del Jurado del CNAC para la selección del film venezolano para representación de Venezuela en los Premios Goya en España. 2009
- Miembro del Jurado del 6.º Festival de Cine Venezolano en Mérida, Venezuela. 2010